# Jang Mi-ran
Jang Mi-ran (em coreano:  장 미란; Wonju, 9 de outubro de 1983) é uma ex-halterofilista sul-coreana.
Jang sempre competiu na categoria acima de 75 kg e, no Campeonato Mundial para juniores de 2001, em Salonica, ficou em terceiro lugar, com 250 kg no total combinado (110 kg no arranque e 140 kg no arremesso).
Ela participou do Campeonato Mundial de 2003, na categoria adulta, e conseguiu um arremesso de 157,5 kg (terceira colocação nessa prova), o que lhe garantiu o quinto lugar no total combinado, com 272,5 kg.
Em 2004, nos Jogos Olímpicos de Atenas, em uma disputa acirrada com a chinesa Tang Gonghong, Jang ficou com a medalha de prata, com um total de 302,5 kg (130 kg no arranque + 172,5 kg no arremesso). Tang conquistou o ouro ao alcançar 182,5 kg no arremesso e 305 kg no total, estabelecendo novos recordes mundiais na categoria.
No Campeonato Mundial de 2005, seu desempenho no arremesso lhe garantiu a vitória. Ela havia conseguido 128 kg no arranque, enquanto sua principal concorrente, a chinesa Mu Shuangshuang, levantou 130 kg. No arremesso, Mu conseguiu 170 kg, e Jang, 172 kg, levando ambas a um total de 300 kg. No entanto, Jang Mi-ran pesava menos, o que lhe garantiu a medalha de ouro. Nos Jogos da Ásia Oriental de 2005, ela conquistou a medalha de ouro com 295 kg no total combinado.
Nos campeonatos mundiais seguintes, de 2006 e 2007, o cenário foi semelhante ao de 2005, mas com marcas ainda mais expressivas. Em 2006, Mu levantou 136 kg no arranque e 178 kg no arremesso, enquanto Jang fez 135 kg e 179 kg, respectivamente. No Campeonato Mundial de 2007, Mu atingiu 139 kg no arranque e 180 kg no arremesso, totalizando 319 kg e superando os recordes mundiais que Jang havia estabelecido anteriormente (138 kg no arranque e 318 kg no total). No entanto, Jang, que levantou 138 kg no arranque, conseguiu um arremesso de 181 kg, igualando o recorde mundial de Mu e garantindo novamente o título de campeã mundial.
Nos Jogos Olímpicos de Pequim 2008, Jang estabeleceu novos recordes. Levantou 140 kg no arranque (novo recorde mundial) e, em sua segunda tentativa no arremesso, conseguiu 183 kg, superando o recorde anterior de Tang por 0,5 kg, totalizando 323 kg (novo recorde mundial). Em sua terceira tentativa, ergueu 186 kg no arremesso, alcançando um total combinado de 326 kg e superando suas próprias marcas. Todos esses feitos também se tornaram recordes olímpicos da categoria. Jang conquistou o ouro olímpico, ficando 49 kg à frente da segunda colocada, a ucraniana Olha Korobka.
No Campeonato Mundial de 2009, levantou 136 kg no arranque, ficando atrás da russa Tatiana Kachírina, que fez 138 kg e totalizou 303 kg. No entanto, Jang estabeleceu um novo recorde mundial no arremesso, com 187 kg, garantindo assim a medalha de ouro.
Em Antália, na edição do Mundial de 2010, ficou com o bronze ao levantar um total de 309 kg (130 kg no arranque + 179 kg no arremesso), atrás da chinesa Meng Suping (310 kg — 131 kg no arranque + 179 kg no arremesso) e de Kachírina (315 kg), que superou as marcas de Jang no arranque ao levantar 141 kg e, posteriormente, 145 kg.
Jang também conquistou a medalha de ouro nos Jogos Asiáticos de 2010, em Cantão, e no Campeonato Asiático de 2012. Nos Jogos Olímpicos de Londres, terminou em quarto lugar, com um total de 289 kg. No entanto, com a desclassificação da armênia Hripsime Khurchudian por doping em novembro de 2016, herdou a medalha de bronze.